# Pla de la Grevolosa
Pla de la Grevolosa är en bergstopp i Spanien.   Den ligger i provinsen Província de Barcelona och regionen Katalonien, i den östra delen av landet, 500 km öster om huvudstaden Madrid. Toppen på Pla de la Grevolosa är 1 274 meter över havet, eller 147 meter över den omgivande terrängen. Bredden vid basen är 3,9 km.
Terrängen runt Pla de la Grevolosa är huvudsakligen kuperad, men norrut är den bergig. Pla de la Grevolosa ligger uppe på en höjd som går i sydvästlig-nordostlig riktning.Runt Pla de la Grevolosa är det glesbefolkat, med 15 invånare per kvadratkilometer. Närmaste större samhälle är Vilaseca, 11,2 km väster om Pla de la Grevolosa. I omgivningarna runt Pla de la Grevolosa växer i huvudsak blandskog.